# Le Dictateur et le Champignon
Le Dictateur et le champignon est la trente-septième histoire et le septième album de la série Spirou et Fantasio de André Franquin. L'histoire est publiée pour la première fois dans Spirou du no 801 au no 838.

## Résumé

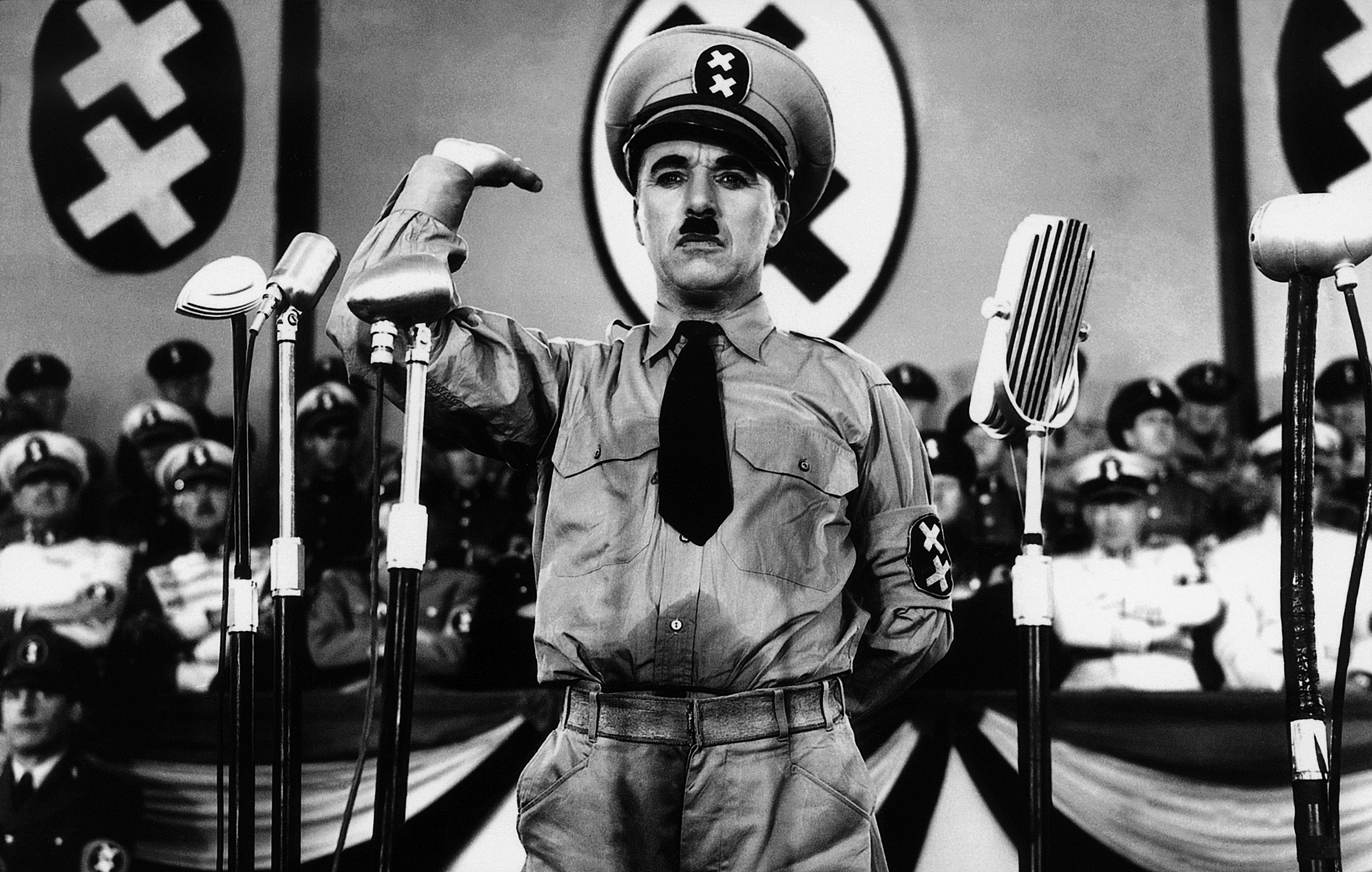
Franquin s'est inspiré du film de Charlie Chaplin, Le Dictateur.

Le comte de Champignac a synthétisé un extrait de champignon capable de rendre mous tous les métaux, le métomol. Hélas, par facétie, le Marsupilami en chaparde une fiole et en vaporise le produit partout en ville, provoquant incidents et catastrophes. Après ces péripéties, Spirou et Fantasio s'interrogent sur l'avenir de l'animal et vont consulter à ce sujet le directeur du zoo qui en assure la garde. Son établissement ayant fermé, celui-ci les autorise à reconduire le marsupilami dans son pays natal.
Mais leur voyage n'est pas de tout repos, car une nouvelle fois, le petit animal multiplie les gaffes. Finalement arrivés en Palombie, Spirou et Fantasio entrent harassés dans un bar de Chiquito pour se désaltérer. Cependant, le marsupilami provoque une bagarre avec les militaires présents, à la suite de quoi les deux héros sont arrêtés. 
En sortant du bar, ils croisent la limousine du « Libérateur de la Palombie » qui a pris le pouvoir à la faveur de la révolution, et impose sa dictature au pays, le général Zantas. Or celui-ci ordonne qu'ils soient conduits en son palais.
Une fois au palais, Spirou et Fantasio découvrent avec stupéfaction que le général Zantas n'est autre que le cousin Zantafio, qui s'était retiré dans la forêt vierge de la Palombie lors d'un épisode précédent. Celui-ci — qui s'était pourtant amendé de son comportement délictueux — a changé : rattrapé par ses vieux démons, dévoré par l'ambition, fort de son pouvoir politique et stratégique, il veut conquérir le pays voisin du Guaracha dont il convoite les richesses naturelles. Pour ce faire, il propose aux deux héros de partager son projet et de rejoindre son armée (avec le grade de colonel). Refusant instantanément cette compromission, Spirou et Fantasio repensent au métomol et imaginent qu'il est possible de l'utiliser pour saboter les plans funestes de Zantafio. Ils finissent donc par accepter la proposition du dictateur. Cependant, étant en permanence surveillés par la police secrète de Zantafio, il leur paraît impossible de communiquer avec l'extérieur. Par bonheur, leur amie Seccotine, reporter du journal Le Moustique, récemment envoyée en mission dans le pays, leur permet de transmettre un message au comte de Champignac.
La veille de la déclaration de guerre officielle, Seccotine, Spirou et Fantasio reçoivent du comte des bombes et des mitraillettes au métomol. Seccotine ayant son brevet de pilote d'avion, ils se permettent d'utiliser un bombardier afin de déclencher leur opération de sabotage. Cependant, Zantafio réalise leur trahison et tente de les arrêter. Mais il est trop tard : Spirou bombarde le front et Fantasio détruit les infrastructures de l'aérodrome de Chiquito. Les attendant à leur atterrissage, Zantafio tente de les intercepter mais il est vaincu (par une rafale de balles au métomol).
Seccotine décide de rester « un petit temps » dans le pays, tandis que Spirou et Fantasio accomplissent enfin la tâche qu'ils s'étaient assignée, à savoir reconduire le marsupilami dans sa forêt. La séparation d'avec ce dernier ne se fait pas de gaîté de cœur, mais par devoir de raison. De son côté, le marsupilami, d'abord tout heureux de retrouver son pays natal, se rend ensuite compte qu'il s'était attaché à ses « découvreurs ». Aussi les rejoint-il sans plus tarder, dans l'intention de ne plus les quitter.

## Personnages
- Spirou
- Fantasio
- Spip
- Le marsupilami
- Le comte de Champignac
- Seccotine
- Zantafio
- Le maire de Champignac
- Schwarz (première apparition)
- Black (première apparition)
- Hermoso (première apparition)

## Véhicules automobiles
Outre la voiture personnelle des héros (Turbotraction Turbo-Rhino I), figurent dans cet album :
- une Citroën 5HP Trèfle ;
- une Jeep Willys (version "panier à salade" de la police municipale de Champignac) ;
- des camions (militaires);
- des Jeep Willys de l'armée palombienne et de la police militaire ;
- une limousine Mercédès Benz 300 ;
- des motocyclettes (militaires) Harley-Davidson ;
- un coupé Studebaker Commander (en) 1954 ;
- un cabriolet Ford Sportsman 239ci V8 Convertible Woody 1947 ;
- un char d'assaut (prototype) inspiré du T-54 soviétique.

## Publication

### Revues
- Publié pour la première fois dans le journal de Spirou du no 801 (paru le 21 août 1953) au no 838[2] (paru le 6 mai 1954).

### Album
La première édition du Dictateur et le champignon fut publiée aux Éditions Dupuis en 1956 (dépôt légal 01/1956). On retrouve cette histoire dans Voyages autour du monde, le tome 3 de la série Les intégrales Dupuis - Spirou et Fantasio (Dupuis - 2007).

### Traductions
- Anglais (Inde) : The Dictator and the mushroom (2007), Euro Books.
- Suédois : Diktatorn och champinjonen, Carlsen Comics.

## Adaptations
Cet album fut adapté en 1961 à la radio pour la RTB. Il fut ensuite édité sous forme d'un livre-disque chez Adès dans sa collection Le Petit Ménestrel pour les 45 ans de Spirou en 1983.